# Paul Schmeing
Paul Schmeing (gesprochen Schme-ing, * 9. Mai 1964 in Köln) ist ein ehemaliger deutscher Volleyballspieler und zweimaliger Volleyballer des Jahres.
In den 1980er Jahren war Paul Schmeing Volleyballspieler beim Bundesligisten Bayer Leverkusen, mit dem er 1988 Deutscher Pokalsieger und 1989 und 1990 Deutscher Meister wurde. Paul Schmeing war einer der effektivsten Hinterfeldangreifer der Bundesliga und wurde 1989 und 1990 zum Volleyballer des Jahres gewählt. 1991 wechselte er mit dem kompletten Leverkusener Team und Spielertrainer Lee Hee-wan zum SV Bayer Wuppertal. Hier wurde Paul Schmeing 1994 erneut Deutscher Volleyball-Meister und holte 1995 den DVV-Pokal. 1996 musste er wegen Schulterproblemen seine Karriere beenden.
Paul Schmeing war 170-facher deutscher Nationalspieler. Er arbeitet heute als Facharzt für Orthopädie in einer Gemeinschaftspraxis in Hennef.